# Зникнення Алісси Терні
Алісса Терні (народилася 3 квітня 1984)  була американською 17-річною дівчиною, яку востаннє бачили у Фініксі, штат Арізона, 17 травня 2001 року.

## Передумови
Алісса Терні жила у Фініксі, штат Арізона. Коли їй було три роки, біологічна мати Алісси Барбара одружилася вдруге з чоловіком на імʼя Майкл Терні. Майкл, який мав трьох дітей від попередніх стосунків удочерив Аліссу та її старшого брата. Незабаром після одруження у Майкла і Барбари народилася власна дитина Сара. Барбара померла від раку коли Аліссі було девʼять років, залишивши Майкла виховувати дітей як батька-одинака.
На момент її зникнення, Алісса жила зі своїм прийомним батьком Майклом Терні та зведеною сестрою Сарою Терні. Інші діти вже були дорослі і більше не жили вдома. Вона працювала у ресторані швидкого харчування Jack in the Box і мала партнера.

## Зникнення
17 травня 2001 року був останній день випускного класу Алісси у середній школі Парадайз-Веллі. За словами її вітчима, він довіз її зранку як зазвичай, а потім забрав приблизно в обід. У них, нібито, була суперечка і вона пішла геть. Пізніше він і Сара знайшли записку в її спальні, начебто написана Аліссою, стверджуючи, що вона зібралась втекти до Каліфорнії. Проте вона залишила свій мобільний телефон та інші особисті речі.  Тієї ночі Алісса планувала піти на вечірку, але не прийшла.
24 травня 2001 року Терні стверджував, що йому подзвонили з каліфорнійського номера, де Алісса вилаялася на нього, перш ніж покласти слухавку. 
У 2008 році Терні заявив, що Аліссу вбили двоє «кілерів» з Міжнародного братства електриків і що вона була похована у Дезерт-Сентрі, Каліфорнія.

## Розслідування
Терні подав заяву про зникнення 17 травня 2001 року, але у найближчі дні після зникнення Алісси поліція не запідозрила злочин, і жодного поліцейського розслідування не проводилося. 
У 2006 році самопроголошений серійний вбивця Томас Альберт Гаймер сказав тюремному наглядачу, що він убив Аліссу. Він перебував у в'язниці з 2003 року за вбивство, яке не мало ніякого стосунку до Алісси. Утім, коли поліція Фенікса допитала Гаймера, вони остаточно встановили, що він не мав жодного зв'язку з Аліссою, і він допустив, що міг сплутати її з іншою жертвою.
У 2008 році справу знову відкрили. У грудні 2008 року детективи розповіли Сарі, що її батько був їхнім головним підозрюваним. Водночас правоохоронці проводили обшук у будинку Терні, де вилучили понад два десятки саморобних вибухових пристроїв, 19 одиниць вогнепальної зброї, два саморобні глушники та фургон, наповнений бензином. Вони також знайшли маніфест, в якому викладалися його плани щодо розгрому будівлі Міжнародного братства електриків у Фініксі. Майкл Терні був заарештований, притягнутий до кримінальної відповідальності та засуджений до 10 років ув'язнення. Він вийшов на волю у серпні 2017 року. 

## У ЗМІ

### Телебачення
Справа Алісси фігурувала у двох епізодах телевізійного новинного журналу 20/20. У жовтні 2014 року це було темою телешоу "Що трапилося з Аліссою?" (3 сезон, 57 серія). У вересні 2023 року це було темою телешоу «З тих пір, як тебе не стало» (45 сезон, 37 серія). В обох епізодах Майкл Терні багаторазово твердив про свою непричетність.
Юридичне реаліті-шоу Dateline NBC презентували нещодавні зміни у справі Алісси у грудні 2023 року в епізоді під назвою «День,коли Алісса зникла».  Майкл Терні дав інтерв'ю в рамках епізоду і знову проголосив, що не має нічого спільного зі зникненням Алісси.

### Подкасти

#### Missing Alissa (Зникла Алісса)
З липня 2017 року по січень 2019 року мешканка Фінікса та незалежна журналістка Оттавія Заппала випустила подкаст під назвою Missing Alissa, у якому досліджувала цю справу та брала інтерв’ю у деяких друзів Алісси і родини.

#### Voices for Justice (Борці за справедливість)
У червні 2019 року зведена сестра Алісси Сара Терні, якій було 12 років у 2001 році, створила подкаст під назвою Voices for Justice, у якому було дослідження про зникнення Алісси та подальше поліцейське розслідування. Вона спиралася на понад 3000 сторінок публічно оприлюднених заміток і документів справи з Департаменту поліції Фінікса . У квітні 2020 року Сара почала публікувати відео про справу сестри у TikTok, отримавши мільйони переглядів.
Через більш ніж 30 епізодів про справу Алісси у січні 2021 року подкаст перейшов до висвітлення інших справ про вбивства та зникнення людей, з метою не поставити під удар тривале розслідування справи Алісси.

## Арешт
У серпні 2020 року Майкла Терні заарештували у Месі, штат Арізона. Йому було пред'явлено та висунено обвинувачення у смерті Алісси за вбивство другого ступеня судом присяжних округу Марікопа.

## Результат
Станом на липень 2023 року всі обвинувачення проти Майкла Терні зняті. Станом на вересень 2023 року тіло Алісси все ще не знайдено.